# غرانفيل دي. هال
غرانفيل دي. هال هو صحفي وكاتب وسياسي أمريكي، ولد في 17 سبتمبر 1837 في شينستون في الولايات المتحدة، وتوفي في 24 يونيو 1934. نشط حزبياً في الحزب الجمهوري. وقد انتخب Secretary of State of West Virginia ‏ (1865 – 1867).